# Пырвулеску, Иоана
Иоана Пырвулеску (рум. Ioana Pârvulescu; 1960, Брашов) — румынская писательница, публицист, эссеист, переводчица
, литературный критик, редактор, педагог, доктор наук, профессор Бухарестского университета. Член Союза писателей Румынии.

## Биография
В 1983 году окончила румыно-французское отделение филологического факультета Бухарестского университета. С 1983 по 1990 год учительствовала с средней школе жудеца Джурджу.
В 1990—1993 год работала редактором Бухарестского литературного издательства. С 1993 по 2010 год редактировала еженедельник «România literară», вела отделение литературной критики. В течение десяти лет координировала серию изданий Cartea de pe noptieră для румынского издательства Humanitas.
В 1999 году защитила докторскую диссертацию по литературе.

## Творчество
Автор более десяти художественных книг о жизни в XIX веке, межвоенном периоде и эпохе коммунистических властей, которые принесли ей популярность.
В 2009 году был опубликован первый её роман «Жизнь начинается в пятницу». Переводила произведения Мориса Надо, Ангелуса Силезиуса и Райнера Марии Рильке.
В 2018 году главное жюри Европейского Союза по литературе присудило писательнице специальную премию за новеллу «Голос», которая рассказывает о свободе слова в Румынии в период холодной войны через личные истории: молодой беженки Моники Л., ставшей голосом свободы для молодых румын в годы холодной войны, и безликого чиновника, который работает на границе.

## Избранные произведения
- Viața începe vineri (2009)
- Viitorul începe luni (2012)
- Inocenții (2016)
- Prevestirea (2020)

## Награды
- Премия за литературную критику Союза писателей Румынии (1999)
- Премия Европейского Союза в области литературы  (2013)
- Премия Европейского Союза в области литературы (2018)